# Вокальный транс
Вокальный транс  (англ. vocal trance) — поджанр транс-музыки, характеризующийся мелодичными сессиями, наличием интро/аутро и длиной, приблизительно 6—8 минут.

## Характеристики
Типичный вокал-транс состоит из трёх сегментов, хотя более поздние треки могут и не включать все из них. Трек начинается с интро прогрессивных битов. Мелодическая часть начинается постепенно, сочетая вокал, обычно женский, мелодичное звучание (по большей части высокочастотное и быстрое), и басовый шаблон. В конце трека мелодия затухает, и возвращается ритм интро, обычно с небольшими изменениями.

## История
Поджанр начал зарождаться в начале 1990-х годов, когда транс всё ещё развивался, и вокал только начинал становиться основными элементами транса. Много ранних записей транса использовали вокальные сэмплы, смешанные с ударами (включая Dance 2 Trance’s «We Came in Peace», первая песня, которая упоминается как «транс»), самые ранние примеры стиля появились в 1992-93. Одним из первых образцов поджанра был Dance 2 Trance «P.ower Of A.merican N.atives», который вышел в 1992 году. Другим определяющим треком была работа Jam & Spoon «Right in the Night», который был выпущен в 1993 году.
Вокальный транс возник на основе танцевальных направлений поп-музыки (электропопа и европопа) и хауса. Внешне вокальный транс схож с поп-музыкой, но внутреннюю структуру имеет взятую от хауса, и не подчиняется законам поп-музыки.